# Томас Парр
Томас Парр («Старий Парр», англ. Thomas Parr; нар. 10 лютого 1483 (?), Шрусбері, Англія — пом. 14 листопада 1635, Лондон) — придворний англійського двору, який, можливо, прожив 152 роки.

## Біографія
Народився, за його словами, в 1483 році у Воластоні, поблизу Шрусбері. Парр пішов в армію в 1500 і не одружувався до 80 років. Зі своєю першою дружиною він прожив 32 роки. У нього було двоє дітей, обидва померли в дитинстві. Коли йому було близько 100 років, він нібито мав роман і став батьком дитини, народженої поза шлюбом. Після смерті дружини в 1603 (1595?) 122-річний Томас одружився в 1605 вдруге. Він існував і навіть процвітав на дієті з «згірклого сиру і молока в будь-якому вигляді, грубого і жорсткого хліба і пив, як правило, кислу сироватку», як писав Вільям Гарвей. У віці 130 років він ще працював на фермі, орав і збирав виноград. У віці 150 років Парр переїхав в Лондон. Можливо, саме переїзд надломив його здоров'я, він став слабшати і помер, встигнувши побачити дев'ятьох королів Англії.
Напис на його надгробку свідчить.:

## Сумніви в його віці
Вільям Гарвей (1578–1657), лікар, який відкрив кровообіг, виконав посмертний розтин Томаса Парра. Результати були опубліковані в додатку до книги Джона Беттса «De ortu et natura sanguinis». Він оглянув тіло Парра і знайшов всі його внутрішні органи в ідеальному стані. Не було видимої причини смерті, і вважалося, що Старий Парр просто помер від старості. Сучасна інтерпретація результатів розтину показує, що Томасу Парру, ймовірно, було менше, ніж 70 років. Йому було встановлено пам'ятник в Вестмінстерському Абатстві.
Цілком можливо, що Парра сплутали з його дідом. Парр не пам'ятав відомі події 15-го сторіччя.

## Парр в культурі та мистецтві
- Поет Джон Тейлор[en] написав у 1635 про Парра в своєму вірші Старий, старий, дуже старий чоловік або епоха і довга життя Томаса Парра.[5]
- Портрет Парра висить в Національній портретній галереї, Лондон[6].